# Cuttsia viburnea
Cuttsia viburnea är en tvåhjärtbladig växtart som beskrevs av Ferdinand von Mueller. Cuttsia viburnea ingår i släktet Cuttsia, och familjen Rousseaceae. Inga underarter finns listade i Catalogue of Life.